# خدرنق أنيق
خدرنق أنيق (الاسم العلمي: Cheiracanthium elegans) هو نوع من العناكب يتبع جنس الخدرنق من الفصيلة العناكب الكيسية.